# Улица Златне греде (Сомбор)
| Улица Златне греде | Улица Златне греде            |
| ------------------ | ----------------------------- |
|                    |                               |
| Почетак            | Улиц Никлоле Вукићевића       |
| Крај               | Венац војводе Живојина Мишића |
| Дужина             | 225 m                         |
| Ширина             | 5 до 5,5 m                    |
| Створена           |                               |
| Названа            |                               |
|                    |                               |
|                    |                               |
| Поглед на улицу    |                               |

Улица Златне греде једна је од старијих градских улица Сомбору. Протеже се правцем који повезује Улицу Николе Вукићевића и Венац војводе Живојина Мишића. 
У њој се и данас налази неколико значајних објеката.

## Име улице
Улица и данас носи назив Златне греде као што је носила то име и прошлости. Године 1831. градске улице добијају званична имена а међу њима је улица Златне греде.

## О улици
Улица Златне греде је кратка улица која се налази унутар "Венца", и која излази на један од њих, на Венац војводе Живојина Мишића.
Улица Златне греде, као многе улице у ужем центру града, због уског простора није озелењена.

## Суседне улице
- Улица Николе Вукићевића
- Венац војводе Живојина Мишића

## Улицом Златне греде
Са њене десне и са леве стране налазе се стамбене куће, једноспратнице.
У њој се налази неколико локала различите намене.
На броју 11 налази се Преноћиште "Аурарија".